# The Kitchen (film, 2023)
Pour les articles homonymes, voir The Kitchen, The Kitchen (film, 2012) et Kitchen.
Pour plus de détails, voir Fiche technique et Distribution.
The Kitchen est un film dramatique de science-fiction britannique réalisé par Kibwe Tavares et Daniel Kaluuya et sorti en 2023.
The Kitchen a eu sa première mondiale au 67e BFI London Film Festival le 15 octobre 2023 et devrait sortir le 12 janvier 2024 sur Netflix.

## Synopsis
Dans un Londres dystopique où tous les logements sociaux ont été supprimés, Izi (Kane Robinson) et Benji (Jedaiah Bannerman) se battent pour naviguer dans le monde en tant que résidents de The Kitchen, une communauté qui refuse d'abandonner leur maison.

## Distribution

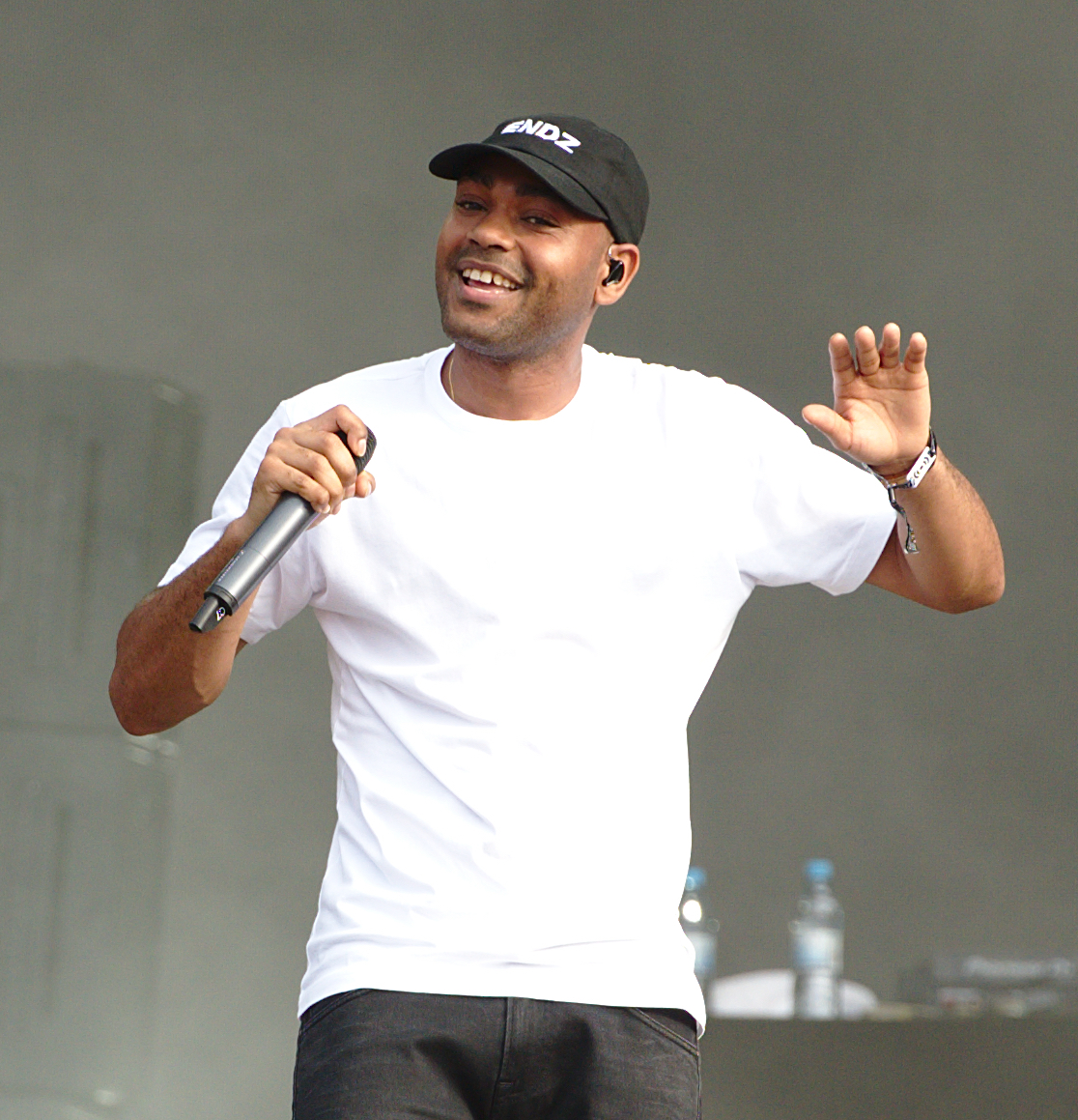
Kane Robinson joue Izi.

- Kane Robinson (VF : Diouc Koma) : Izi
- Jedaiah Bannerman (VF : Sacha Tomassian) : Benji
- Hope Ikpoku Jr. (VF : Alex Fondja) : Staples
- Teija Kabs (VF : Tilly Mandelbrot) : Ruby
- Demmy Ladipo (VF : Mike Fédée) : Jase
- Cristale (VF : Esthèle Dumand) : Lianne
- BackRoad Gee (VF : Jhos Lican) : Kamale
- Dani Moseley : la mère de Ruby
- Harvey Quinn : le narrateur
- Henry Lawfull (VF : Antoine Levannier) : Cronik
- Lola-Rose Maxwell : Fiona
- Richie Lawrie : Harry
- Alan Asaad (VF : Antoine Escallon) : Oozie
- Fiona Marr : Amy
- Rasaq Kukoyi (VF : Maxym Anciaux) : Arinze
- Ian Wright (VF : Frantz Confiac) : Lord Kitchener

## Production

### Genèse et développement

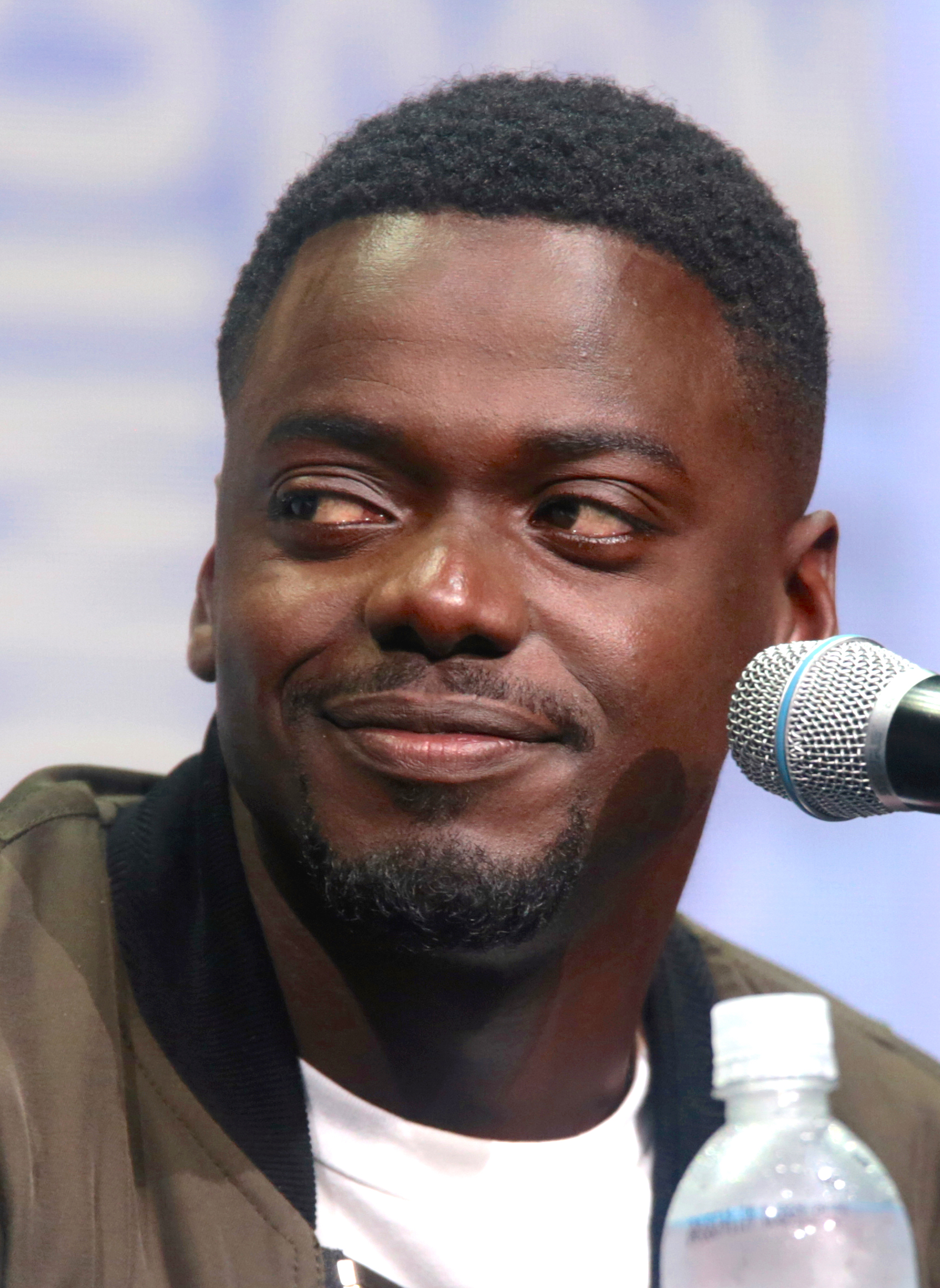
Co-scénariste, co-réalisateur et producteur Daniel Kaluuya

The Kitchen est le premier long métrage de Kibwe Tavares et Daniel Kaluuya. Tavares, Kaluuya et le producteur Daniel Emmerson ont commencé à développer le film en 2014, après une conversation dans un salon de coiffure. En 2016, le film a été sélectionné pour le laboratoire d'écriture et de réalisation de Sundance.

### Tournage
La production du film s'est déroulée de mars à juin 2022. Les scènes du marché ont été tournées à Londres, dans l'ancien bâtiment du London Electricity Board, sur Cambridge Heath Road. L'extérieur de The Kitchen est en fait l'ensemble Les Damiers à La Défense.

### Fiche technique
Sauf indication contraire, les informations mentionnées dans cette section peuvent être confirmées par la base de données cinématographiques IMDb,  présente dans la section « Liens externes ».
- Titre original : The Kitchen
- Réalisation : Daniel Kaluuya, Kibwe Tavares
- Scénario : Rob Hayes, Daniel Kaluuya, Joe Murtagh
- Musique : Labrinth, Alex Baranowski
- Direction artistique : Caroline Barclay, Edd Cross, Daniel Draper
- Décors : Diogo Serafim, Casey Williams
- Cinématographie : Wyatt Garfield
- Montage : Maya Maffioli, Christian Sandino-Taylor
- Production : Daniel Kaluuya, Daniel Emmerson
  - Production déléguée : Michael Fassbender, David Kimbangi, Conor McCaughan, Ollie Madden,
  - Co-production : Theo Barrowclough, Agnus Lamont
- Société de production : 59% Productions, DMC Films, Factory Fifteen, Film4
- Société de distribution : Netflix
- Pays d'origine :  Royaume-Uni
- Langue originale : anglais
- Genre : drame, science-fiction, dystopique
- Durée : 107 minutes
- Date de sortie :
  - Royaume-Uni : 15 octobre 2023 (BFI London Film Festival)
  - Monde : 12 janvier 2024 (Netflix)

## Réception
Sur le site agrégateur d'avis Rotten Tomatoes, 83 % des 18 avis critiques sont positifs, avec une note moyenne de 6,7/10. Metacritic, qui utilise une moyenne pondérée, a attribué au film une note de 66 sur 100, basée sur neuf critiques, indiquant des critiques « généralement favorables ».